# 9
Aquesta pàgina és per a l'any. Per al nombre, vegeu nombre nou.

## Esdeveniments
- Batalla del bosc de Teutoburg: Els germànics dirigits per Armini derroten a tres legions romanes, dirigides per Publi Quintili Var[1]
- Roma: Vot de la llei lex Papia Poppaea contra el celibat i les parelles sense fills per tal d'augmentar el nombre de matrimonis.[2]
- Marc Ambíbul esdevé procurador de Judea, Samaria i Idumea (9-12).[3]

## Naixements
- Vespasià, emperador romà[4]